# Veias metacarpais dorsais

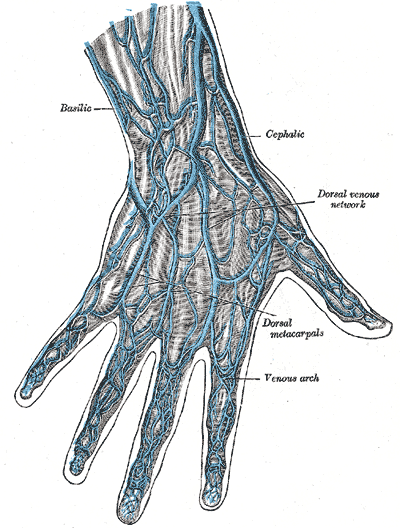

As veias metacarpais dorsais são veias da mão.